# Einigungskonferenz
Die Einigungskonferenz hat in der Bundesversammlung, dem schweizerischen Parlament, die Aufgabe, bei Differenzen zwischen den beiden gleichberechtigten Kammern (Nationalrat und Ständerat) eine Verständigungslösung zu suchen.

## Aufgabe, Zusammensetzung und Verfahren
Gemäss Art. 156 Abs. 2 der Bundesverfassung ist für Beschlüsse der Bundesversammlung die Übereinstimmung beider Räte erforderlich. Entstehen bei der Beratung eines Entwurfs für einen Erlass der Bundesversammlung (Bundesgesetz, Verordnung der Bundesversammlung, Bundesbeschluss oder einfacher Bundesbeschluss) Differenzen zwischen den Räten, so gehen die abweichenden Beschlüsse des einen Rates zur Beratung an den anderen Rat zurück, bis eine Einigung erreicht ist (Art. 89 Abs. 1 ParlG). Bestehen nach drei Beratungen in jedem Rat immer noch Differenzen, so wird eine Einigungskonferenz eingesetzt (Art. 91 Abs. 1 ParlG).
Die Einigungskonferenz ist kein ständiges Organ (wie mit analoger Aufgabe der Vermittlungsausschuss in Deutschland), sondern wird von Fall zu Fall aus den Kommissionen der beiden Räte zusammengesetzt, welche den Erlassentwurf im vorangehenden Verfahren vorberaten haben. Diese Kommissionen entsenden je 13 Mitglieder in die Einigungskonferenz. Die Zahl 13 entspricht der Mitgliederzahl der ständigen Kommissionen des Ständerates. Die Kommissionen des Nationalrates delegieren 13 ihrer in der Regel 25 Mitglieder. Die Zusammensetzung der Delegation entspricht der Stärke der Fraktionen im Rat (Art. 91 Abs. 2 und 3 ParlG).
Die Einigungskonferenz hat die Aufgabe, beiden Räten einen Einigungsantrag zu stellen, der alle verbliebenen Differenzen gesamthaft bereinigt (Art. 92 Abs. 3 ParlG). Gegenstand des Antrages dürfen nur Regelungen sein, bei welchen noch Differenzen bestehen (Art. 89 Abs. 2 ParlG). Die Einigungskonferenz beschliesst mit der Mehrheit ihrer stimmenden Mitglieder, inkl. Präsident, der bei Stimmengleichheit den Stichentscheid fällt (Art. 92 Abs. 2 ParlG).
Die Räte können den Einigungsantrag entweder annehmen oder ablehnen; lehnt ein Rat ab, so ist der Erlassentwurf definitiv gescheitert (Art. 93 ParlG).
Es wird keine Einigungskonferenz eingesetzt, wenn sich die abweichenden Beschlüsse der beiden Räte auf einen Beratungsgegenstand als Ganzes beziehen (zum Beispiel auf das Eintreten auf einen Erlassentwurf oder auf die Genehmigung eines völkerrechtlichen Vertrags). In diesen Fällen ist die zweite Ablehnung durch einen Rat endgültig (Art. 95 ParlG).
Eine spezielle Regel gilt für eine Einigungskonferenz zu den Bundesbeschlüssen über den Voranschlag oder über Nachtragskredite. Wird ein Einigungsantrag verworfen, so ist der Erlassentwurf nicht gesamthaft gescheitert, sondern es gelten die Beschlüsse der dritten Beratung, die den tieferen Betrag vorsehen, als angenommen (Art. 94 ParlG). Eine andere Regel gilt für die Bundesbeschlüsse über die Legislaturplanung, über den Finanzplan und über die Planungsgrössen im Voranschlag (Art. 94a ParlG). Auch hier geht es nicht um Alles oder Nichts.  Die Einigungskonferenz stellt Antrag zu jeder einzelnen Differenz. Wird ein Antrag abgelehnt, so wird die entsprechende Bestimmung (Artikel) des Entwurfs gestrichen, was bedeutet, dass dem Bundesrat zu diesem Thema kein Planungsauftrag erteilt wird. Die Einigungskonferenz zur Legislaturplanung wird nicht nach der dritten, sondern bereits nach der ersten Beratung der beiden Räte eingesetzt.

## Historisches
Die geltende Regelung der Einigungskonferenz geht auf eine Gesetzesrevision im Jahre 1991 zurück. Von 1848 bis 1902 existierte kein entsprechendes Organ. 1902–1991 wurde eine Einigungskonferenz jeweils dann einberufen, wenn ein Rat seinen Beschluss als endgültig erklärt hatte und der andere Rat an seinen abweichenden Beschlüssen festhielt. Die Anzahl der Beratungen war nicht beschränkt. Den Extremfall bildete das Strafgesetzbuch, dessen am 21. Dezember 1937 abgeschlossene Behandlung 16 Beratungen erforderte. Die Zusammensetzung der Einigungskonferenz erfolgte in der Weise, dass die grössere der beiden Kommissionen vollständig daran teilnahm und die kleinere Kommission ergänzt werden musste, um die Gleichstellung der beiden Räte zu erreichen. Dies bedeutete, dass in vielen Fällen mehr als die Hälfte des Ständerates in die Einigungskonferenz delegiert werden musste.

## Statistik
Unter dem von 1902 bis 1991 geltenden Recht (unbeschränkte Anzahl von Beratungen der Räte vor Einsetzung der Einigungskonferenz) hat in der Differenzbereinigung zu insgesamt 15 Erlassentwürfen ein Rat seine Beschlüsse als endgültig erklärt und damit die Einsetzung einer Einigungskonferenz herbeigeführt. 12 Einigungsanträge wurden von beiden Räten angenommen, ein Einigungsantrag wurde vom Ständerat abgelehnt und in zwei Fällen kam kein Einigungsantrag zustande, was nach damaligem Recht ebenfalls zum Scheitern der Vorlage führte.
Gemäss dem seit 1992 geltenden Verfahren (Einsetzung der Einigungskonferenz nach drei Beratungen in beiden Räten) führte die Differenzbereinigung bei 157 Erlassentwürfen zur Einsetzung einer Einigungskonferenz (ohne Einigungskonferenzen zum Voranschlag, Finanzplan und zur Legislaturplanung; Stand Ende 2024). Zehn Erlassentwürfe scheiterten, weil der Einigungsantrag in einem Rat abgelehnt wurde.